# أحمد فوزي شعري
أحمد فوزي بن شعري (بالملايوية: Ahmad Fauzi Saari)‏، من مواليد 30 ابريل 1982 في كيداه في ماليزيا، لاعب كرة قدم ماليزي.
بدأ مسيرته الكروية مع نادي كيداه في عام 2004، وهو يلعب معهم حتى الآن.
و قد بدأ باللعب مع منتخب ماليزيا لكرة القدم في عام 2004، وشارك كأس آسيا 2007.